# Трие, Жюстин
Жюстин Трие (фр. Justine Triet; род. 17 июля 1978, Фекан, Франция) — французская актриса, режиссёр, сценарист и продюсер. За свой фильм «Анатомия падения» Трие получила Золотую пальмовую ветвь 76-го Каннского кинофестиваля, а также вместе с Артюром Арари премии «Золотой глобус», BAFTA за лучший сценарий и премию «Оскар» за лучший оригинальный сценарий.

## Биография
Жюстин Трие родилась 7 июля 1978 года в городе Фекан, что в департаменте Приморская Сена во Франции. Профессиональное образование получила в Национальной высшей школе изящных искусств в Париже.
После создания нескольких короткометражек и документальных лент, Трие дебютировала в 2013 году полнометражным фильмом «Возраст паники», который представила в программе ACID на 66-м Каннском международном кинофестивале.
Второй фильм Жюстин Трие, драма «В постели с Викторией», которая вышла на экраны в 2016 году, был номинирован на французскую национальную кинопремию «Сезар» в 5 категориях, в том числе как лучший фильм года, но не получил ни одной награды.
Третий полнометражный фильм «Соблазн» боролся за «Золотую пальмовую ветвь» на 72-м Каннском кинофестивале в 2019 году, но уступил фильму южнокорейского режиссёра Пон Чжун Хо «Паразиты».
В 2023 году на 76-м Каннском кинофестивале состоялась премьера четвёртого полнометражного фильма Трие. Картина «Анатомия падения» была включена в основную конкурсную программу и получила «Золотую пальмовую ветвь».

## Фильмография
| Год  |      | Русское название                    | Оригинальное название         |
| ---- | ---- | ----------------------------------- | ----------------------------- |
| 2007 | к/м  | На месте                            | Sur place                     |
| 2008 | док. | Сольферино                          | Solférino                     |
| 2010 | док. | Тени в доме                         | Des ombres dans la maison     |
| 2011 | к/м  | Непослушная девочка, плохой мальчик | Vilaine Fille, mauvais garçon |
| 2012 | к/м  | Два одиночества                     | Vilaine fille mauvais garçon  |
| 2013 | ф    | Век паники                          | La bataille de Solférino      |
| 2016 | ф    | В постели с Викторией               | Victoria                      |
| 2019 | ф    | Соблазн                             | Sibyl                         |
| 2023 | ф    | Анатомия падения                    | Anatomie d'une chute          |

## Награды
| Год                                    | Категория                                             | Фильм                               | Результат |
| -------------------------------------- | ----------------------------------------------------- | ----------------------------------- | --------- |
| Берлинский международный кинофестиваль |                                                       |                                     |           |
| 2012                                   | Золотой медведь за лучший короткометражный фильм      | Непослушная девочка, плохой мальчик | Номинация |
| 2012                                   | Приз UIP за лучший европейский короткометражный фильм | Непослушная девочка, плохой мальчик | Победа    |
| Премия Европейский киноакадемии        |                                                       |                                     |           |
| 2012                                   | Лучший европейский короткометражный фильм             | Непослушная девочка, плохой мальчик | Номинация |
| Премия «Сезар»                         |                                                       |                                     |           |
| 2014                                   | Лучший дебютный фильм                                 | Век паники                          | Номинация |
| 2017                                   | Лучший фильм                                          | В постели с Викторией               | Номинация |
| 2017                                   | Лучший оригинальный сценарий                          | В постели с Викторией               | Номинация |
| Каннский кинофестиваль                 |                                                       |                                     |           |
| 2019                                   | Золотая пальмовая ветвь                               | Соблазн                             | Номинация |
| 2023                                   | Золотая пальмовая ветвь                               | Анатомия падения                    | Победа    |
| Премия «Оскар»                         |                                                       |                                     |           |
| 2024                                   | Лучший оригинальный сценарий                          | Анатомия падения                    | Победа    |

## Личная жизнь
Состоит в отношениях с французским кинематографистом Артуром Арари, который выступил соавтором сценария к фильмам Трие «Соблазн» (2019) и «Анатомия падения» (2023). У пары двое дочерей.